# Calyciflorae
Calyciflorae is een botanische naam die in het verleden in gebruik geweest is, maar op het ogenblik uit de mode is, al zou ze nog wel gebruikt mogen worden. De naam werd in het systeem van De Candolle gebruikt voor een hoofdgroep van vele plantenfamilies; daar werden de Dicotyledoneae onderverdeeld in vier groepen: Thalamiflorae, Calyciflorae, Corolliflorae en Monochlamydeae.
In het Bentham & Hooker-systeem was het een van de drie groepen in de Polypetalae (Thalamiflorae, Disciflorae en Calyciflorae).
Het is een beschrijvende plantennaam, gevormd rond het Latijnse calyx = "bloemkelk"; de kelkbladen zijn onderling vergroeid, ook al is het alleen aan de basis.